# Lill-Naggen (naturreservat)
Lill-Naggen är ett naturreservat i Ljusdals kommun i Gävleborgs län.
Området är naturskyddat sedan 2009 och är 70 hektar stort. Reservatet ligger sydost om sjön Lillnaggen och består av barrträdsdominerad skog med både hällmarker med gamla tallar och blöta myrmarker. 